# Schwarzer See (Rothenklempenow)
Der Schwarze See ist ein See bei Mewegen im Landkreis Vorpommern-Greifswald in Mecklenburg-Vorpommern.
Das etwa 1,2 Hektar große Gewässer befindet sich im Gemeindegebiet von Rothenklempenow, zwei Kilometer östlich vom Ortszentrum in Mewegen entfernt. Der See verfügt über keine natürlichen Zu- oder Abflüsse. Am nördlichen Ufer des Sees befindet sich eine Badestelle. Die maximale Ausdehnung des Schwarzen Sees beträgt etwa 140 mal 120 Meter.